# Alfred Newton
Pour les articles homonymes, voir Newton.
Alfred Newton, né le 11 juin 1829 à Genève et mort le 7 juin 1907, est un zoologiste et un ornithologue britannique.

## Biographie
En 1854, il voyage pour le compte du Magdalene College de Cambridge, où il a été diplômé. Il visite de nombreux pays dont la Laponie, l'Islande, le Spitzberg, les Antilles et l'Amérique du Nord. Ainsi, en 1874, avec Edward Birkbeck et Graham Manners Sutton, il voyage au Spitzberg. Birkbeck loue pour l'occasion un sloop norvégien. Newton sur le yacht et Birkbeck sur le sloop se séparent. Le yacht est bloqué dans le Storfjorden tandis que le sloop rejoint les îles Ryke Yseøyane d'où Birkbeck aperçoit la terre de Wyche. Mais arrêté par les glaces, ils font demi-tour
En 1866, il devient le premier professeur de zoologie et d'anatomie comparative de Cambridge, une fonction qu'il occupera jusqu'à sa mort.
Son œuvre en ornithologie et en zoogéographie est honorée par la Royal Society, en 1900, qui lui décerne la médaille royale et par la médaille linnéenne, la même année.
En 1858, Newton est l'un des fondateurs de la British Ornithologists' Union et est l'auteur de nombreux livres. Parmi lesquels on peut citer : Zoology of Ancient Europe (1862), Ootheca Wolleyana (qui commence à paraître en 1864), Zoology (1872) et un Dictionary of Birds (1893-1896). Il signe de nombreux articles dans diverses revues scientifiques comme The Ibis (1865-1870), le Zoological Record (1870-1872) et Yarrell's British Birds (1871-1882).
Newton passe beaucoup de temps à étudier les oiseaux disparus de l'archipel des Mascareignes, dont il avait reçu des spécimens grâce à son frère Sir Edward Newton (1832-1897). Parmi ceux-ci le dodo et le solitaire de Rodrigues, tous deux aujourd'hui éteints. En 1872, il décrit pour la première fois la perruche de Newton (Psittacula exsul) qui vit sur l'île de Rodrigues. Cet oiseau disparaît en 1875.